# 茨城トヨペット硬式野球部
茨城トヨペット硬式野球部（いばらきトヨペットこうしきやきゅうぶ）は、茨城県水戸市に本拠地を置き、日本野球連盟に所属している社会人野球の企業チームである。

## 概要
クラブチームの茨城ゴールデンゴールズ（茨城県稲敷市）の活動に刺激を受けた、茨城トヨペット株式会社の幡谷定俊社長が社内の活性化のために創設した。ただし、あくまでも社業優先のため、セレクション等で大学野球や高校野球から直接選手を採用することはせず、社内の硬式野球経験者を募って活動を開始させた。
2006年10月5日付けで、日本野球連盟から登録の承認を受け、2007年シーズンから本格的な活動を開始。トヨタ系列の販売会社でチームを作るのは、札幌トヨペット（1972年 - 1983年）以来であった。
しかし、各種大会で主だった戦績が残せない中、2009年11月に活動休止を決定し、2010年3月26日付けで正式に休部となった。
2018年3月に8年ぶりに活動を再開した。所属選手全員がセールスコンサルタントとして勤務しながらプレーしている。

## 沿革
- 2006年 - チーム創設、日本野球連盟に加盟。
- 2010年 - 活動休止。
- 2018年 - 活動再開。

## 元プロ野球選手の競技者登録
- 松沼雅之（元：西武ライオンズ） - 総合コーチ[5] → 投手コーチ → アドバイザー
- 伊原春樹（元：西武ライオンズ、読売ジャイアンツ） - ヘッドコーチ → アドバイザー